# Personenkontrolle

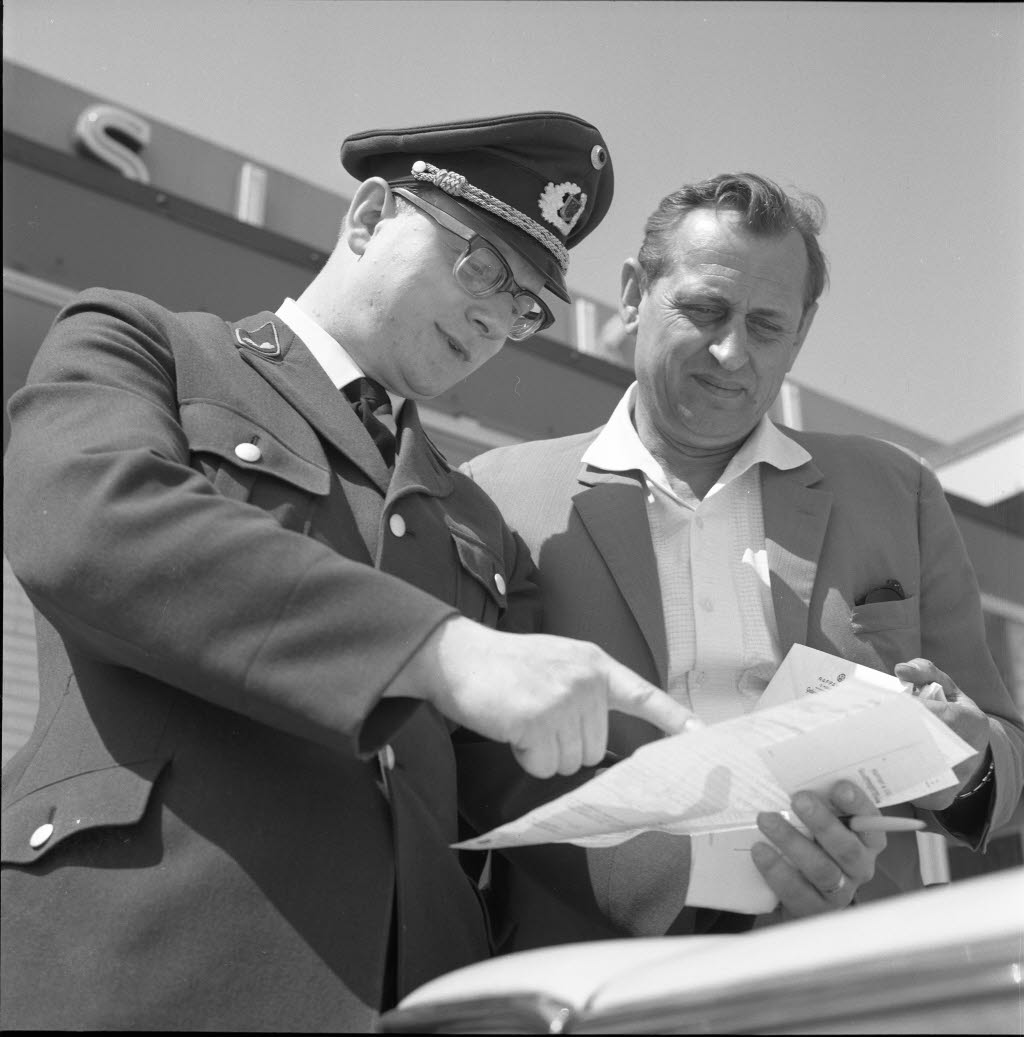
Beamter des Bundesgrenzschutzes bei der Personenkontrolle eines Reisenden im Fährhafen am Oslokai in Kiel im Juni 1964.

Eine Personenkontrolle bezeichnet umgangssprachlich die amtliche bzw. polizeiliche Identitätsfeststellung (IDF) bei einer Person anhand von Ausweisdokumenten oder phonetischen Angaben. Der Begriff wird vereinzelnd auch für die Herausgabe von Ausweisdokumenten oder einzelner Identifikationsmerkmale an Privatpersonen (bspw. Sicherheitsdienst und Kassierer) oder Computersystemen (bspw. Altersverifizierungssystem) zur eigennützigen Legitimierung verwendet. Weiterhin umfasst der Begriff im allgemeinen Sprachgebrauch das Zulassen einer Identitätsfeststellung und Überprüfung der eigenen Person durch Sicherheitsbehörden, um beispielsweise Zutritt zu Sicherheitsbereichen in Flughäfen zu erhalten. 

## Begriffsbestimmung
Als Personenkontrolle wird in der Umgangssprache die staatliche Kontrolle einer Person zur Feststellung ihrer Identität beschrieben. Obwohl der Begriff selbst nicht im formellen Recht verankert ist, wird er im alltäglichen Sprachgebrauch verwendet, um das hoheitliche Anhalten oder Festhalten einer Person durch Amtsträger zur Identitätsfeststellung zu beschreiben. Häufig umfasst der Begriff auch eine anschließende Durchsuchung der Person sowie der mitgeführten Gegenstände, einschließlich des Abgleichs der erhobenen Daten mit vorhandenen Erkenntnissen und Datenbanksystemen (bspw. POLAS). Somit ist die „Personenkontrolle“ keine, wie häufig irrtümlich angenommen, durch den Gesetzgeber genormte Maßnahme, sondern beschreibt vielmehr den hoheitlichen Gesamtakt aller Maßnahmen und Abläufe, um eine Person zu identifizieren und zu überprüfen.
Der in der Umgangssprache geläufige Begriff „allgemeine Personenkontrolle“ existiert somit ebenfalls nicht im formellen Recht und ergibt – per Definition eines Rechtsstaates – auch keinen Sinn, da die Feststellung der Identität einer Person durch Befragen und die Aufforderung, dass sie mitgeführte Ausweispapiere zur Prüfung aushändigt, immer in das durch Art. 2 Abs. 1 in Verbindung mit Art. 1 Abs. 1 Grundgesetz (GG) verbürgte Recht auf informationelle Selbstbestimmung eingreift. Hierfür bedarf es zwingend einer Eingriffsermächtigung zum Zwecke der Strafverfolgung oder Gefahrenabwehr, sodass eine Personenkontrolle immer aufgrund eines konkreten Anlasses durchgeführt wird. Im Volksmund ist mit der allgemeinen Personenkontrolle also die Identitätsfeststellung aus gefahrenabwehrrechtlichen Gründen durch Amtsträger gemeint. Im engeren Sinne dann, wenn die betroffene Person nicht einer strafbaren Handlung verdächtigt wird und deshalb subjektiv von einer willkürlichen Maßnahme ausgehen könnte. Die gültige Befugnis für die gefahrenabwehrrechtliche Maßnahme richtet sich im konkreten Einzelfall nach den speziellen Gesetzen, welche inhaltlich leicht variieren können. Sie werden aber häufig unter den Maßnahmen Identitätsfeststellung und Durchsuchung zusammengefasst.
Unter einer Personenkontrolle wird im weitesten Sinne auch der Vorgang bezeichnet, bei dem eine Person ein Ausweisdokument an eine Behörde aushändigt, um sich für den Zutritt zu einem geschützten Sicherheitsbereich zu legitimieren. Ein klassisches Beispiel hierfür ist die Personen- oder Ausweiskontrolle an einem Flughafen durch die Bundespolizei oder die Durchsuchung des mitgeführten Gepäcks durch den Zoll.
Die gänzlich freiwillige Herausgabe von Personaldaten oder Ausweisdokumenten an Privatpersonen oder Unternehmen fordert hingegen keine Eingriffsermächtigung, wird im allgemeinen Sprachgebrauch jedoch auch häufig unter dem Begriff Personenkontrolle zusammengefasst. Im Wesentlichen bezeichnet die „freiwillige Personenkontrolle“ den Gesamtakt, bei dem eine Person bereitwillig und ohne behördlichen Zwang die Feststellung der eigenen Person oder einzelner Merkmale durch Dritte (auch Systeme) zulässt, um ein eigennütziges Ziel zu erreichen. Klassisches Beispiel hierfür ist die Herausgabe des Bundespersonalausweises an Sicherheitspersonal vor einer Diskothek oder Bar, um Zutritt zu erhalten. Ein weiteres Beispiel ist die Personenkontrolle auf einer Webseite, um bestimmte Waren oder Dienstleistungen erwerben zu können, die nur für Personen einer bestimmten Altersklasse vorgesehen sind. Eine Personenkontrolle kann auch als Form einer Leibesvisitation bezeichnet werden – z. B. im Rahmen einer Einlasskontrolle zu Großveranstaltungen. Je nach Situation wird die Personenkontrolle gemeinsprachlich auch als Passkontrolle, Alterskontrolle, Altersverifikation oder Altersnachweis bezeichnet.

## Hilfsmittel
Als technische Hilfsmittel für Personenkontrollen – insbesondere bei Unternehmen, Großveranstaltungen, in Sicherheitsbereichen oder wenn die Identifizierung einer Person nicht auf herkömmliche Weise erfolgen kann – werden unter anderem Durchzugleser, tragbare Dokumentenscanner, Vereinzelungsanlagen, Fingerabdruckscanner und Irisscanner eingesetzt.